# Tococa stenoptera
Tococa stenoptera är en tvåhjärtbladig växtart som beskrevs av Henry Allan Gleason. Tococa stenoptera ingår i släktet Tococa och familjen Melastomataceae. Inga underarter finns listade i Catalogue of Life.